# Bramdean and Hinton Ampner
Bramdean and Hinton Ampner est une paroisse civile du Hampshire, en Angleterre.